# Zoophthora orientalis
Zoophthora orientalis är en svampart som beskrevs av Ben Ze'ev & R.G. Kenneth 1981. Zoophthora orientalis ingår i släktet Zoophthora och familjen Entomophthoraceae.   Inga underarter finns listade i Catalogue of Life.